# Melodifestivalen 1985
Das Melodifestivalen 1985 war der schwedische Vorentscheid für den Eurovision Song Contest 1985 in Göteborg (Schweden). Es war die 25. Ausgabe des von der öffentlich-rechtlichen Rundfunkanstalt Sveriges Television veranstalteten Wettbewerbs. Kikki Danielsson gewann mit ihrem Lied Bra vibrationer.

## Format

### Konzept
Aufgrund des Sieges Schwedens beim Eurovision Song Contest 1984 musste das Budget des Melodifestivalen 1985 deutlich gekürzt werden. Auf ein Orchester wurde erstmalig verzichtet, die Musik wurde ausschließlich als Playback eingespielt. Außerdem wurde das Bühnendesign schlicht und einfach gehalten, lediglich der Einsatz von Laser wertete die Präsentationen zusätzlich auf. Ebenso wurde das Publikum lediglich mit Vertretern der Kreativen Szene, der Plattenfirmen, mit Journalisten und Angehörigen der Künstler besetzt, weiteres Publikum gab es nicht.
Im Finale gab es zwei Abstimmungsrunde. Während in der ersten Runde das Ergebnis noch geheim blieb und ausschließlich die fünf der zehn Beiträge, die es in die zweite Runde geschafft haben, benannt wurden, wurden in der zweiten Runde die Punkte offen vergeben. Dabei kam, analog zu den Vorjahren, wieder das System mit den neun Jurygruppen, die nach Alter gestaffelt werden, zum Einsatz. Jede Jurygruppe vergab dabei acht Punkte an den favorisierten Beitrag, sechs an den zweiten, vier an den dritten, zwei an den vierten und einen Punkt an den fünften Beitrag. Alle Beiträge der zweiten Runde erhielten damit Punkte, insgesamt konnte der erstplatzierte Beitrag maximal 72 von 189 Punkten erhalten.

### Beitragswahl
Wie bereits in den Vorjahren konnten alle in Schweden gemeldeten Personen waren berechtigt Beiträge einzureichen. Alle eingereichten Beiträgen wurden von einem Musikverlag gesichtet, ehe sie einer Jury zur Bewertung vorlegt wurden. Diese wählte die zehn teilnehmenden Beiträge aus.

## Teilnehmer

### Zurückkehrende Teilnehmer
| Interpret        | Vorheriges Teilnahmejahr     |
| ---------------- | ---------------------------- |
| Göran Folkestad  | 1984                         |
| Kikki Danielsson | 1978, 1980, 1981, 1982, 1983 |
| Per-Erik Hallin  | 1984                         |
| Ritz             | 1983                         |

*Fett-markierte Teilnahmejahre stehen für Sieger des Melodifestivalen.

## Finale

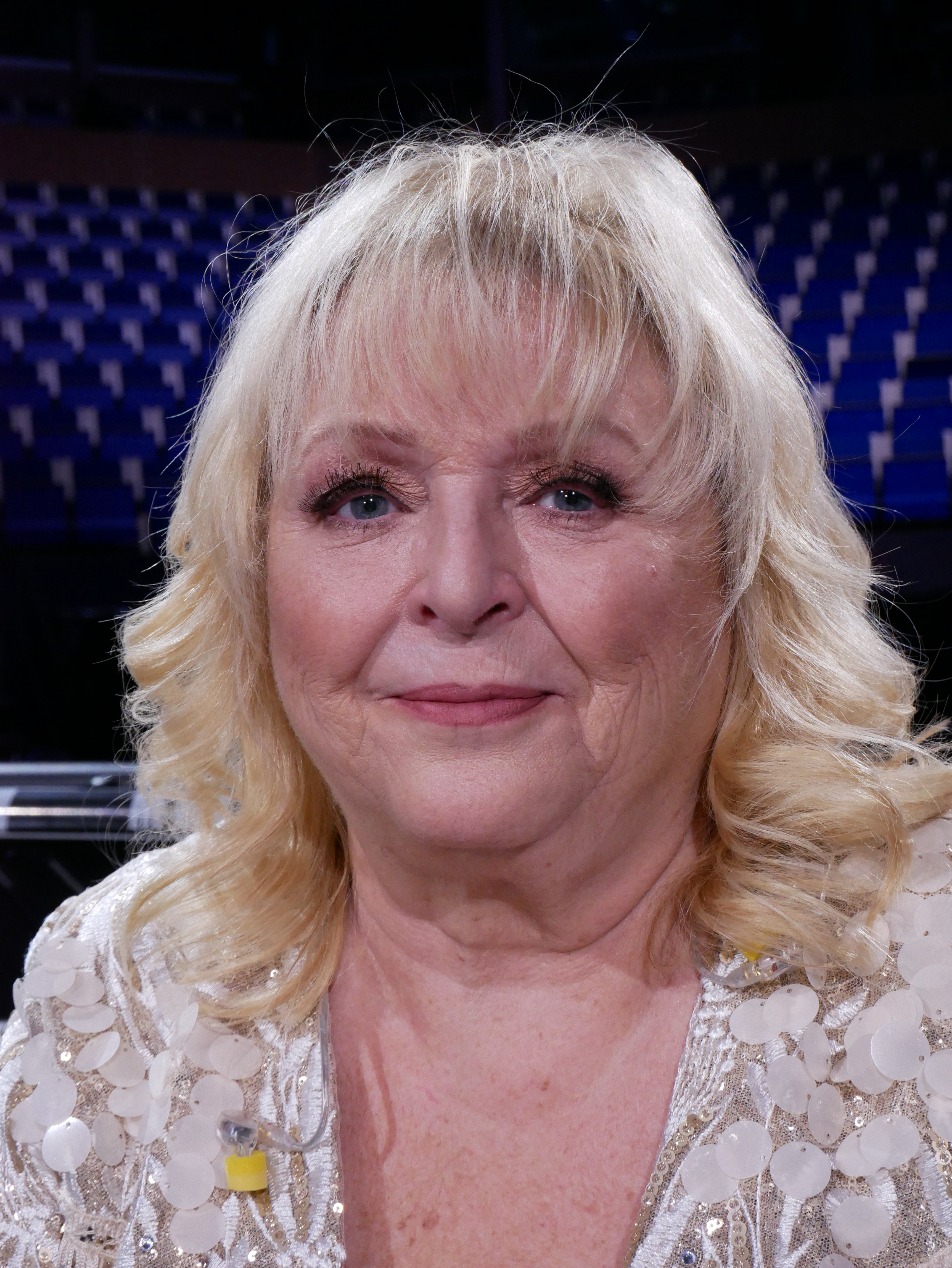
Die Gewinnerin Kikki Danielsson im Jahr 2018

Das Finale fand am 2. März 1985 um 20:00 Uhr (MEZ) in einem Studio des TV-huset in Malmö statt. Als Gastgeberin fungierte Eva Andersson.

### Erste Abstimmungsrunde
| Startnr. | Interpret         | Lied Musik (M) und Text (T)                                       | Übersetzung (inoffiziell)    |
| -------- | ----------------- | ----------------------------------------------------------------- | ---------------------------- |
| 01       | Kikki Danielsson  | Bra vibrationer M: Lasse Holm, T: Ingela "Pling" Forsman          | Gute Stimmung                |
| 02       | Susanne Frölén    | Vänner M: Claes Bure, Olle Bergman                                | Freunde                      |
| 03       | Göran Folkestad   | Eld och lågor M: Göran Folkestad, T: Monica Forsberg              | Feuer und Flammen            |
| 04       | Ritz              | Nu har det hänt igen M: Peter Wanngren (m), T: Monica Forsberg    | Jetzt ist es wieder passiert |
| 05       | Per-Erik Hallin   | Morgonluft M/T: Per-Erik Hallin                                   | Morgenluft                   |
| 06       | Bel Air           | "1 + 1 = 2" M: Christer Bjärehag, T: Ingela "Pling" Forsman       | –                            |
| 07       | Li Berg           | Jag vet hur det känns M: Dick Berglund, T: Ingela "Pling" Forsman | Ich weiß wie es sich anfühlt |
| 08       | Dan Tillberg      | Ta min hand M: Dan Tillberg, Svante Persson, T: Cecilia von Melen | Nimm meine Hand              |
| 09       | Stefan Borsch     | Sjung din sång M/T: Martin Contra, Björn Frisén                   | Sing dein Lied               |
| 10       | Pernilla Wahlgren | Piccadilly Circus M: Lars Andersson, T: Bruno Glenmark            | –                            |

 Kandidat hat sich für die zweite Abstimmungsrunde qualifiziert.

### Zweite Abstimmungsrunde
| Platz | Startnr. | Interpret         | Lied Musik (M) und Text (T)                                       | Übersetzung (inoffiziell)    | 15–20 | 20–25 | 25–30 | 30–35 | 35–40 | 40–45 | 45–50 | 50–55 | 55–60 | Gesamt |
| ----- | -------- | ----------------- | ----------------------------------------------------------------- | ---------------------------- | ----- | ----- | ----- | ----- | ----- | ----- | ----- | ----- | ----- | ------ |
| 01.   | 01       | Kikki Danielsson  | Bra vibrationer M: Lasse Holm, T: Ingela "Pling" Forsman          | Gute Stimmung                | 6     | 8     | 6     | 8     | 6     | 8     | 4     | 2     | 8     | 56     |
| 02.   | 08       | Dan Tillberg      | Ta min hand M: Dan Tillberg, Svante Persson, T: Cecilia von Melen | Nimm meine Hand              | 2     | 1     | 4     | 6     | 4     | 6     | 6     | 4     | 2     | 49     |
| 03.   | 03       | Göran Folkestad   | Eld och lågor M: Göran Folkestad, T: Monica Forsberg              | Feuer und Flammen            | 1     | 4     | 1     | 1     | 2     | 4     | 2     | 1     | 4     | 35     |
| 04.   | 10       | Pernilla Wahlgren | Piccadilly Circus M: Lars Andersson, T: Bruno Glenmark            | –                            | 4     | 6     | 8     | 4     | 8     | 2     | 8     | 8     | 1     | 29     |
| 05.   | 07       | Li Berg           | Jag vet hur det känns M: Dick Berglund, T: Ingela "Pling" Forsman | Ich weiß wie es sich anfühlt | 8     | 2     | 2     | 2     | 1     | 1     | 1     | 6     | 6     | 20     |